# 卡爾莫山
44°36′54″N 9°11′56″E / 44.615073°N 9.198803°E

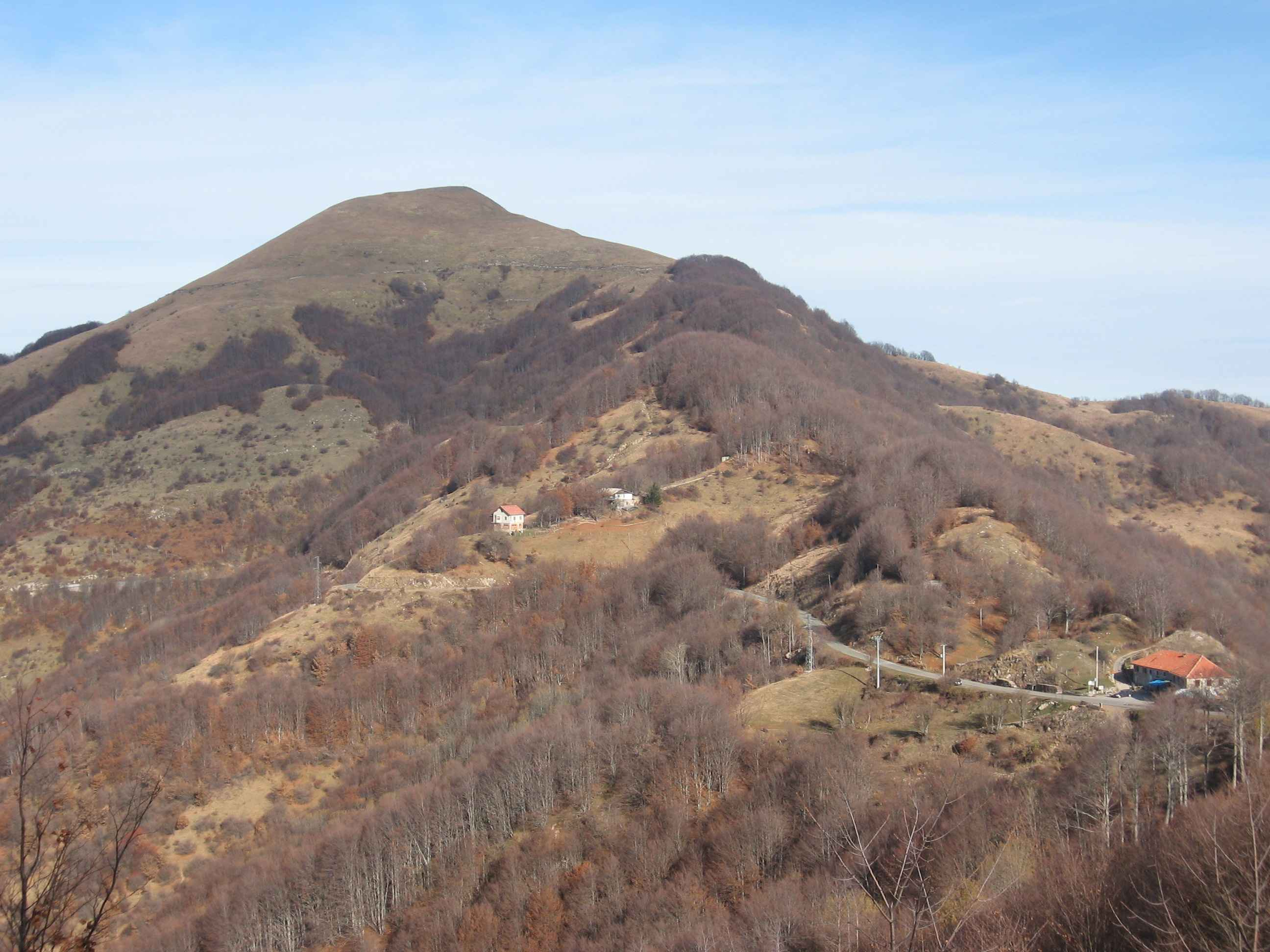

卡爾莫山（義大利語：Monte Carmo），是意大利的山峰，位於該國北部，由倫巴第大區負責管轄，屬於利古雷亞平寧山脈的一部分，海拔高度1,641米，每年平均降雨量1,630毫米。